# Václav Machek
Václav Machek (Starý Mateřov, Pardubice, 27 de desembre de 1925 - 1 de novembre de 2017) va ser un ciclista txecoslovac, que va córrer durant els anys 50 del segle xx.
El 1956 va prendre part en els Jocs Olímpics de Melbourne, en què guanyà una medalla de plata en la prova de tàndem, fent parella amb Ladislav Fouček.